# Bayraktar Akıncı
Bayraktar Akıncı – turecki, bezzałogowy, bojowy aparat latający (ang. unmanned combat aerial vehicle – UCAV) klasy HALE (ang. high-altitude long-endurance).

## Historia
Program budowy nowego, dużego bezzałogowego aparatu latającego, zdolnego do realizacji misji uderzeniowych, napędzanego silnikami tłokowymi i charakteryzującego się zdolnością do długotrwałego przebywania w powietrzu na dużej wysokości, został uruchomiony przez rząd turecki w 2016 roku. Do realizacji projektu przystąpiła firma Baykar i Turkish Aerospace Industries. Ostatecznie do dalszej realizacji wybrano konstrukcję zaprezentowaną przez Baykar, która w 2018 roku podpisała stosowną umowę z tureckim Ministerstwem Obrony. Początkowo planowano wykorzystać do napędu nowego samolotu lokalnie produkowane jednostki, jednak z powodu braku odpowiedniego silnika na rynku, sięgnięto po konstrukcje zagraniczne. Nawiązano współprace z ukraińskim wytwórcą Iwczenko-Progress, który dostarczył turbośmigłowe AI-450T. Silnik dysponuje mocą 335 kW (450 KM). W oparciu o te jednostki napędowe zbudowano pierwszy prototyp oznaczony jako Akıncı-A. Ukończony prototyp po raz pierwszy wzbił się w powietrze 6 grudnia 2019 roku. Intensywne próby w powietrzu pozwoliły na osiąganie zakładanych parametrów lotu. 10 lipca 2021 roku maszyna z ładunkiem 1361 kg przebywała w powietrzu przez 13 godzin i 24 minuty. Dalszą poprawę osiągów samolotu uzyskano na prototypie Akıncı-B, na którym zastosowano silniejsze silniki Pratt & Whitney Canada PT6-135A o mocy 560 kW (750 KM). Nowa wersja została oblatana 2 marca 2022 roku. Maszyna przebywała w powietrzu przez godzinę i 16 minut. W przygotowaniu jest wersja Akıncı-C. Ma ona dysponować jednostkami o łącznej mocy rzędu 1417 kW (1900 KM). W listopadzie 2021 roku poinformowano o zawarciu umowy z ukraińską firmą Motor Sicz, ma ona dostarczyć silniki MS500, które turecki producent będzie oferował zamiennie, w zależności od preferencji potencjalnych odbiorców samolotu, z silnikami AI-450. 
Podczas jednej z prób, Akıncı-A przebywał w powietrzu ponad 25 godzin, z kolei wersja B, osiągnęła wysokość lotu 13 716 m. Maksymalna prędkość, jaką uzyskał samolot w trakcie prób, wyniosła 361 km/h. Standardowo aparat wyposażony jest w optoelektroniczną głowicę obserwacyjną Aselsan CATS, podwójne systemy łączności satelitarnej i radiowego łącza wymiany danych. W toku dalszych prac, producent planuje wyposażenie samolotu w wielofunkcyjny radar z aktywnym elektronicznym skanowaniem fazowym (AESA – active electronically scanned array). Radar z syntetyczną aperturą i funkcją wykrywania ruchomych celów naziemnych (SAR/GMTI – Synthetic Aperture Radar/Ground Moving Target Indicator). Samolot ma być również zdolny do prowadzenia misji zwiadu elektronicznego. Akıncı jest zdolny do realizacji procedury startu i lądowania całkowicie autonomicznie.
Pierwszy seryjny samolot po raz pierwszy wzbił się w powietrze 19 maja 2021 roku. W drugiej połowie sierpnia tego samego roku aparat w wersji Akıncı-A został formalnie przyjęty na uzbrojenie tureckich sił zbrojnych. Do marca 2022 roku wojsko przejęło w sumie sześć samolotów Akıncı-A. W lipcu tego samego roku rozpoczęto dostawy wersji Akıncı-B.

## Służba
Pierwszym użytkownikiem aparatów zostały siły zbrojne i służby bezpieczeństwa Turcji. Pierwsze operacyjne aparaty weszły na ich uzbrojenie 29 sierpnia 2021 roku. Pod koniec maja 2022 roku producent wydał oświadczenie, w którym poinformował, iż podpisano porozumienie o zakupie aparatu przez trzy kolejne kraje, których nazw wówczas nie ujawniono. 30 lipca 2022 roku, w Centrum Szkolenia Lotniczego i Testów w Tekirdağ-Çorlu, odbyła się uroczystość zakończenia kursu obsługi samolotów Akıncı przez członków personelu sił zbrojnych Azerbejdżanu, tym samym ujawniono pierwszego eksportowego nabywcę aparatów. Obok samolotów, Baku otrzyma również niezbędne do obsługi wyposażenie naziemne oraz pakiet uzbrojenia. Równolegle Turcja deklaruje chęć przeniesienia części produkcji do Azerbejdżanu. Drugim eksportowym użytkownikiem prawdopodobnie jest Pakistan. Nową konstrukcją zainteresowanie wyrażała również Ukraina, ale nie doszło do finalizacji transakcji. Kolejnymi krajami, które zakupiły Akıncı zostały Etiopia i Libia.
12 lutego 2025 roku, podczas wizyty tureckiego prezydenta Recepa Erdoğana w Indonezji, podpisano szereg umów o współpracy w zakresie obronności i zwalczania terroryzmu. Jedna z umów zakłada utworzenie spółki joint venture, której celem bedzię budowa w kraju zakładu produkującego bojowe aparaty bezzałogowe. W ramach umowy Indonezja zakupiła 60 maszyn Bayraktar TB3 i dziewięć Bayraktar Akıncı.

## Uzbrojenie
Aparat może przenosić szeroki wachlarz uzbrojenia. Samolot posiada dziewięć węzłów do podwieszania uzbrojenia. Wśród przewidzianych systemów znajdują się małogabarytowe bomby kierowane MAM-T/-L/-C, bomby szybujące BOZOK, zdolne do penetracji umocnień betonowych NEB, naprowadzane laserowo rakiety kalibru 70 mm Roketsan Cirit, przeciwczołgowe UMTAS oraz pociski manewrujące SOM. Wraz z zbieranymi doświadczeniami w eksploatacji aparatu, producent przewiduje rozszerzanie możliwości bojowych samolotu poprzez integrację nowych systemów uzbrojenia.

## Konstrukcja
Akıncı napędzany jest dwoma silnikami turbośmigłowymi. Skrzydło o dużym wydłużeniu posiada charakterystyczny mewi profil o zmiennym wzniosie. Wysokie usterzenie pionowe i poziome o ujemnym wzniosie. Podwozie chowane z przednim podparciem.